# Lijnbaansgracht 55-57
Lijnbaansgracht 55-57/Gietersstraat 5-57 is een appartementencomplex in Amsterdam-Centrum, hoek Lijnbaansgracht en Gietersstraat.
Amsterdam richtte op deze plaats in 1614 een Giethuis in. Het zou tot 1821 dienst doen tot de gemeentelijke klok- en geschutsgieterij, al dan niet geëxploiteerd door de gemeente zelf (Giethuis werd later verbasterd tot Gieters). In 1856/1857 trok Stoommeelfabriek Weichsel in het gebouw. Het gebouw werd vervolgens in 1865 verkocht middels een veiling in het Oudezijds Heerenlogement. In 1872 brandde de fabriek af, de opslagplaatsen bleven gespaard. De aanvoer verliep nog per schuit via de Lijnbaansgracht, kranten brachten in mei 1884 nog het nieuws, dat een schuit deels gekapseisd was, waarbij 247 balen graan en vier werklieden in de gracht belandden. In 1886 wordt het complex uitgebreid met een gebouw waarin graansilo's ontworpen door Jacob Frederik Klinkhamer. Niet veel later zou hij samen met Dolf van Gendt het ontwerp leveren voor de Stenen Silo. Rond 1900 kwam het complex in handen van Hellingman’s Bouwmaatschappij, die er in samenwerking met de heer Johannes Reynvaan (een neef van Anna Reynvaan) van dan CV De Weichsel er een soort bedrijfsverzamelgebouw van maakt. Het gebouw, dat voorzien was van een moderne elektrische installatie door de Nederlandsche Electriciteit Maatschappij NV, herbergde een magnesietfabriek (N. Haag en Co), een stoomkoffiebranderij (De Blauwe Reiger), een papierfabriek, lithografische inrichting met cartonagefabriek, een stoomschoenenfabriek, tegelfabriek, boogspitsenfabriek, metaalwarenfabriek, een boardfabriek en een draadwarenfabriek. In september 1903 gaat een deel van het complex opnieuw door brand verloren. De brand in de houtmeelfabriek. De brandweer die met groot materieel, inclusief blusboot uitrukte kon voorkomen dat het gehele complex verloren ging, maar de houtmeelfabriek en magnesietfabriek gingen wel verloren. In 1934 wordt het gebouw wederom door brand getroffen.
Eind 20e eeuw werd het gehele complex omgebouwd tot appartementengebouw. Er werd toen een soort hofje geschapen of beter een Amsterdamse gang. In 2004 werd het aangewezen als gemeentelijk monument. Een gedenksteen herinnert nog aan de brand in 1902.

## Afbeeldingen

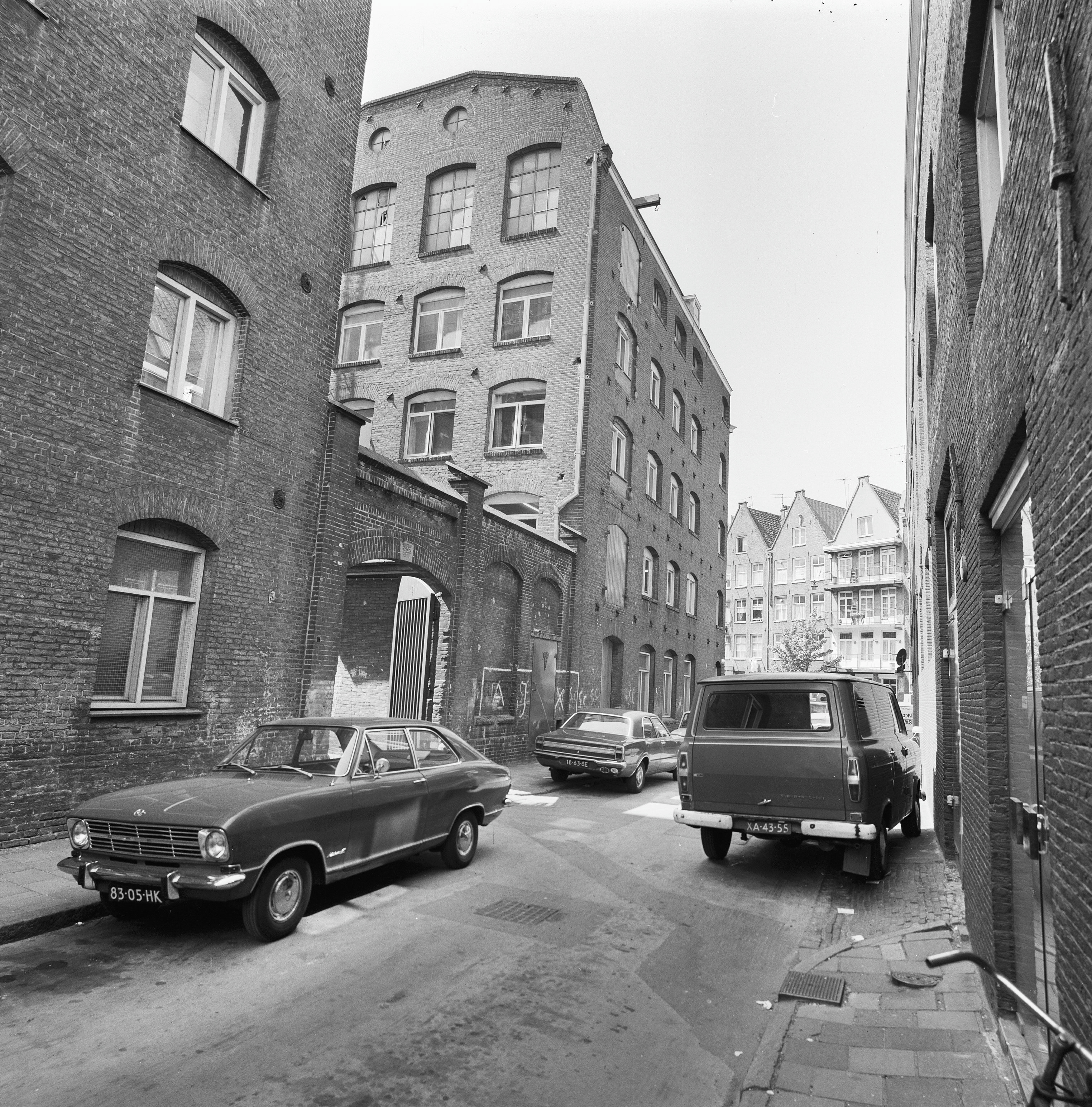
De poort van het complex in 1975
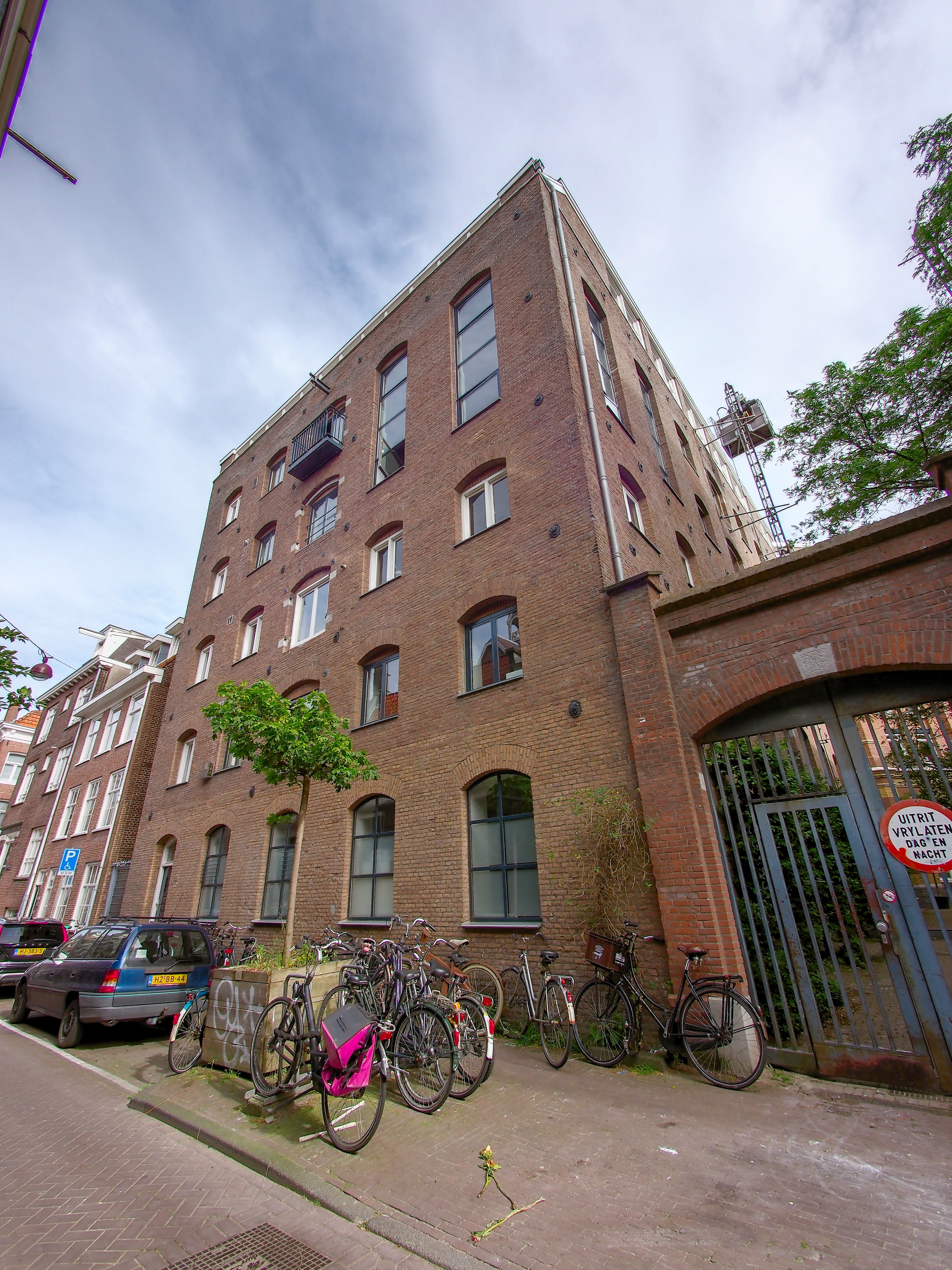
De poort van de fabriek in juni 2017
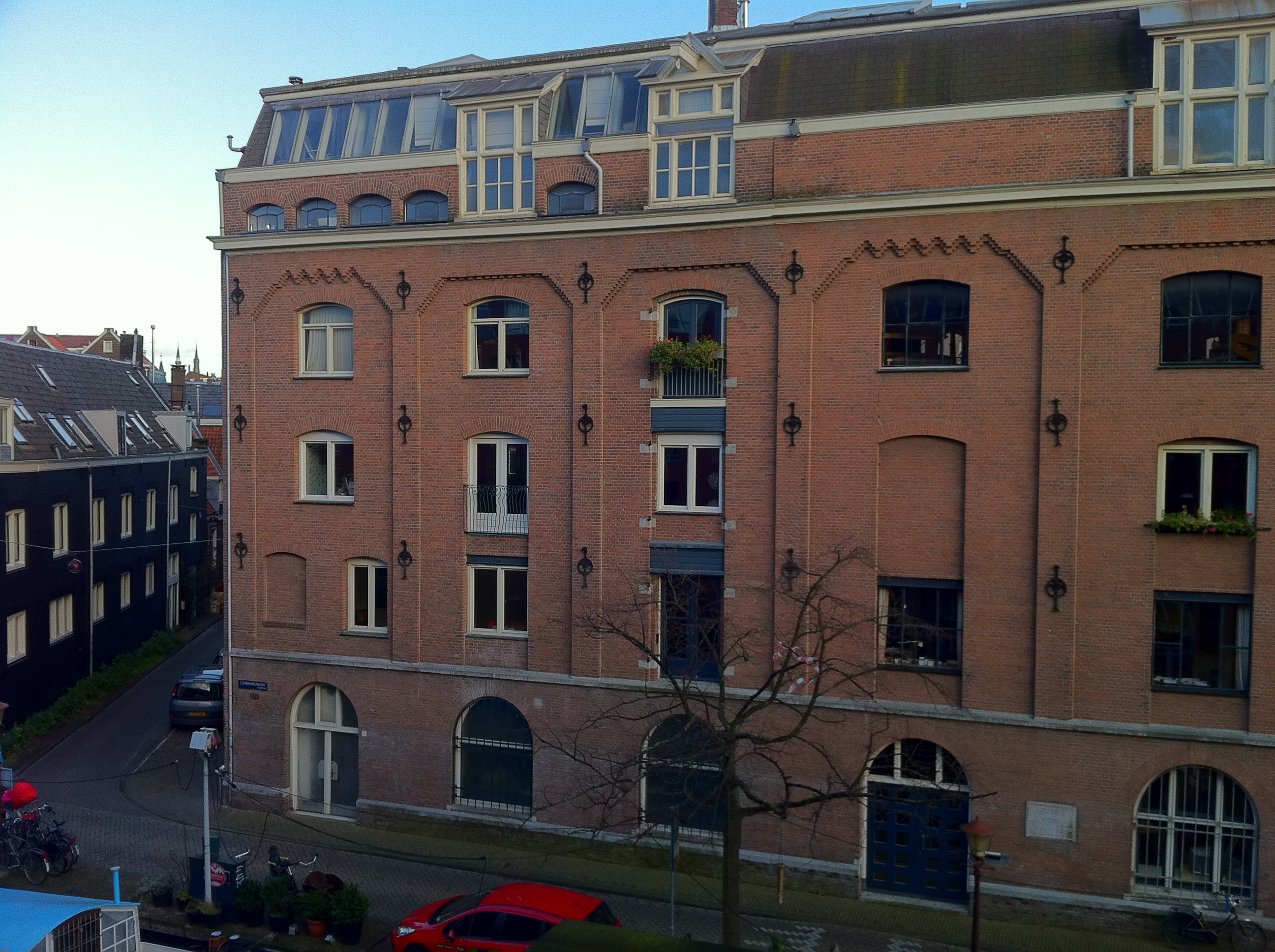
Gevelwand Lijnbaansgracht (november 2011, gedenksteen rechtsonder)